# Museniopsis texana
Museniopsis texana là một loài thực vật có hoa trong họ Hoa tán. Loài này được (A. Gray) J.M. Coult. & Rose mô tả khoa học đầu tiên năm 1888.